# Модель рабочей памяти Алана Бэддели

Схема модели рабочей памяти Бэддели

Модель рабочей памяти Алана Бэддели — модель человеческой памяти, предложенная Аланом Бэддели и Грэмом Хитчем в 1974 году, в попытке представить более точную модель первичной памяти (часто упоминается как кратковременная память). В предложенной модели рабочая память рассматривается не как единая унифицированная конструкция, а как многокомпонентная система.
Бэддели и Хитч предложили трехкомпонентную модель рабочей памяти в качестве расширения краткосрочного хранилища в модели памяти «многоуровневого хранения» Аткинсона и Шиффрина (1968). Впоследствии Бэддели и другие исследователи дополнили предложенную модель четвёртым компонентом, после чего эта модель стала доминирующей в области рабочей памяти. Тем не менее, развиваются альтернативные модели (см. Рабочая память), дающие другой взгляд на построение рабочей памяти.
Первоначальная модель Бэддели и Хитча состояла из трех основных компонентов; «центральный исполнитель (ЦИ)» (называемый, также центральный управляющий элемент — ЦУЭ) ( см. также статью Исполнительные функции и информацию о центральном исполнителе в ресурсной теории внимания Д. Канемана), который выступает в качестве системы, управляющей и контролирующей поток информации от и к «подчиненным системам», а именно: «фонологический цикл» и «визуально-пространственный блокнот» (визуально-пространственное хранилище). Фонологический цикл хранит аудио-контент, визуально-пространственный блокнот имеет дело с визуально-пространственными данными. Обе подчиненные системы функционируют только как системы кратковременного хранения. В 2000 году Бэддели добавил в свою модель третью подчиненную систему хранения информации, «эпизодический буфер».
Аргумент Бэддели и Хитча о необходимости выделения в более старой модели двух областезависимых подчиненных систем был получен из экспериментальных результатов с заданиями парадигмы двойной задачи. Выполнение двух одновременных задач, требующих использования двух отдельных областей восприятия (то есть визуального и вербального задания), почти так же эффективно, как и выполнение заданий по отдельности. Напротив, когда человек пытается выполнить две задачи одновременно, использующих одну область восприятия, производительность падает, по сравнению с выполнением задач по отдельности.
Четвертый компонент модели Бэддели был добавлен 25 лет спустя, как третья подчиненная система, названная эпизодическим буфером. Она считается системой с ограниченной пропускной способностью, которая обеспечивает временное хранение информации, объединяющее информацию вспомогательных систем и долговременной памяти в одно эпизодическое представление.

## Компоненты

### Центральный исполнитель
Центральный исполнитель, представляет собой гибкую систему, отвечающую за контроль и регулирование когнитивных процессов. Он направляет фокус и целевую информацию и обеспечивает совместную работу рабочей и долговременной памяти. Исполнительная система, контролирует когнитивные процессы, гарантирует активную работу кратковременных хранилищ и вмешивается, когда они сбиваются, предотвращая их отвлечение.
Выполняет следующие функции:
- обновление, запоминание входящей информации и замена старой информации
- связывание информации из ряда источников в последовательные эпизоды
- координация подчиненных систем
- переключение между задачами и поисковыми стратегиями
- торможение, подавление неадекватных доминантных и автоматических ответов[3]
- избирательное внимание[англ.]

У центрального исполнителя в исходной модели было две подчинённые базовые системы: визуально-пространственный блокнот для визуальной информации и фонологический цикл для звуковой информации.
Используя парадигму двойных задач, Бэддели и Эрсес, например, обнаружили, что пациенты с деменцией Альцгеймера испытывают трудности при одновременном выполнении нескольких задач, даже если сложность отдельных задач адаптирована к их способностям. Использовались две задачи, включающие задачи на память и слежение. Отдельные действия выполняются хорошо, но по мере того, как болезнь Альцгеймера прогрессирует, выполнение двух или более действий становится все более затруднительным. Это исследование показало ухудшение функционирования центрального исполнителя людей с болезнью Альцгеймера.
Недавние исследования исполнительных функций показывают, что центральный исполнитель не является единым компонентом, в том смысле как это было представлено в модели Бэддели и Хитча. Скорее, существует система отдельных исполнительных функции, которые могут у индивидуумов варьироваться в значительной степени независимо друг от друга и могут селективно быть нарушены или сохранены при повреждениях головного мозга.

### Фонологический цикл
Фонологический цикл (или «артикуляционный цикл») в целом имеет дело со звуковой или фонологической информацией. Он состоит из двух частей: кратковременного «фонологического хранилища» со следами звука в памяти, подверженными быстрому затуханию, и «артикуляционной компонентой перезаписи» (называемой, также артикуляционной петлей), которая может обновлять эти следы.
Предполагается, что любая звуковая вербальная информация автоматически записывается в фонологическое хранилище. Визуально представленный текст может быть преобразован в фонологическую форму посредством скрытой артикуляции и, таким образом, записан в фонологическое хранилище. Эта трансформация облегчается процессом артикуляционного управления. Фонологический накопитель действует как «внутреннее ухо», запоминая звуки речи в их временном порядке, в то время как артикуляционный процесс действует как «внутренний голос» и повторяет последовательность слов (или других речевых элементов) в цикле, чтобы предотвратить их угасание. Фонологический цикл может играть ключевую роль в накоплении словарного запаса, особенно в раннем детском возрасте. Этот цикл также может играть жизненно важную роль при изучении второго языка.
Пять основных экспериментальных результатов подтверждают наличие фонологического цикла:
1. Эффект фонологического сходства: 
 Слово, со сходным звучанием, запоминаются труднее, чем слова, звучащие по-разному. Семантическое сходство (близость значений) имеет сравнительно небольшой эффект, подтверждая предположение, что вербальная информация запоминается в рабочей памяти в основном в звуковой форме.[9]
2. Эффект подавления артикуляции: 
 Вербальная память ухудшается, когда людей просят сказать что-то иррелевантное вслух. Предполагается, что это блокирует процесс артикуляционной перезаписи, приводя к разрушению следов звука в фонологическое хранилище.[10]
3. Преобразование видов информации: 
 Визуально представленные предметы взрослые обычно называют и внутренне повторяют артикуляцию, таким образом информация переводится из визуальной формы в звуковую и записывается в память. Подавление артикуляции предотвращает такое преобразование, и в этом случае вышеупомянутый эффект фонологического сходства уничтожается для визуального представления предметов.[10]
4. Нейропсихологические свидетельства: 
 Поражение фонологического хранилища объясняет поведение пациентов с недостаточностью фонологической кратковременной памяти. Афазийные пациенты с развивающейся вербальной диспраксией (en:developmental verbal dyspraxia) не могут использовать речевые моторные процедуры, необходимые для артикуляции, что у них вызывает недостаточность процесса артикуляционного повторения.[11]
5. С другой стороны, пациенты с дизартрией, у которых проблемы с речью являются вторичными, демонстрируют нормальную способность к внутреннему повторению. Это говорит о том, что внутреннее повторение является критичным.[12]

### Визуально-пространственная рабочая память
Теория рабочей памяти Алана Бэддели включает визуально-пространственный блокнот, являющийся памятью кратковременного хранения зрительной информации для оперирования с ней. Предполагается, что визуально-пространственный блокнот является отдельным независимым хранилищем рабочей памяти, поскольку он не создаёт помех кратковременным процессам фонологического цикла. В ходе исследований было установлено, что оба процесса, обработки зрительных стимулов в визуально-пространственным блокнота и звуковых в фонологическом цикле могут проходить одновременно, не оказывая влияния на эффективность другого. Чтобы объяснить это явление Бэддели расширил теорию кратковременной памяти до теории рабочей памяти. В исходной теории кратковременной памяти предполагалось, что человек обладает только одним хранилищем для непосредственной обработки информации, в котором в течение очень непродолжительного времени, иногда считанные секунды может храниться 7 +/- 2 элементов. Тесты с несколькими цифрами — типичный пример измерения емкости классически определенной кратковременной памяти. Если в течение нескольких минут не удается найти существующую ассоциацию для информации из 7 +/- 2 элемента, которая обеспечивала бы ее сохранение в долговременной памяти, информация не запоминается и безвозвратно теряется.
Визуально-пространственная кратковременная память может хранить визуальную и пространственную информацию в течение очень короткого времени. Люди могут использовать эту память на очень короткие промежутки создавая и возвращаясь к психическому визуально-пространственному образу, которым можно оперировать в сложных и трудных задачах пространственной ориентации. В некоторых случаях возникает несогласованность в функционирования областей мозга при оперировании со зрительной информации, возникающая из-за различных типов повреждения головного мозга. Также может быть недопонимание различий между рабочей визуальной памяти и транзитной памятью, такой как зрительная сенсорная (иконическая) память. Транзитная память — это тип ультракратковременной сенсорной памяти. Зрительная сенсорная память является видом сенсорной памяти, в котором информации сохраняется всего около секунду. Зрительно-сенсорная память функционирует так, что люди могут помнить, что видели вещи, которых на самом деле не было, или не запомнить объекты, которые были в их поле зрения. Память является ультракратковременной, и если она не обрабатывается в течение нескольких секунд, она исчезает.

#### Уточнение Логи структуры визуально-пространственный блокнота
Логи предложила разделить визуально-пространственный блокнот на две составляющие:
1. Визуальный кеш, в котором хранится информация об объекте: форме и цвете.
2. Внутренний описатель, который имеет дело с пространственной информацией и информацией о движении. Он также перезаписывает информацию в визуальном кэше и транспортирует информацию центральному исполнителю.[16]

Позже Бэддели сделал предположение, что визуально-пространственный блокнот также может еще отвечать и за хранение и использование кинестетической информации.
Три основных полученных результатов свидетельствуют о различии визуальной и пространственной частей визуально-пространственного блокнота:
1. Визуальная и пространственная задачи создают помех друг другу меньше, чем две визуальные или две пространственные задачи.[18]
2. Повреждение мозга может повлиять на один из компонентов, без воздействия на другой.[19]
3. Результаты визуализации мозга показывают, что задачи рабочей памяти с визуальными объектами активируют в основном области в левом полушарии, тогда как задачи с пространственной информацией активируют больше областей в правом полушарии.[20]

Уточнение Логи структуры визуально-пространственного блокнота в целом соответствует гипотезе о двух потоках переработки зрительной информации.
В соответствии с этой гипотезой из зрительной информации (находящейся в сенсорной иконической памяти) выделяется и выявляется информация двух видов: визуальная о свойствах объектов (о форме, цвете и распределении объектов)  - системой распознавания «что» (по вентральному пути)  и  пространственная о локализации объектов  (местоположении и их движении) - системой распознавания «где»( по дорсальному пути).

### Эпизодический буфер
В 2000 году Бэддели добавил в модель четвертый компонент — эпизодический буфер. Этот компонент представляет собой подчиненную систему ограниченной емкости, предназначенную для связывания информации из областей различной сенсорной модальности и формирования целостных мнемических образований из визуальной, пространственной и вербальной и других видов информации, атрибутированной временными метками (или эпизодическим хронологическим упорядочением), таких образований, как память о некоторой истории (нарративе) или сцене фильма. Предполагается, что эпизодический буфер также содержит ссылки на долговременную память и семантические значения.
Он действует как буферное хранилище, увязывающее не только компоненты рабочей памяти, но и связывающее рабочую память с восприятием и долговременной памятью. Бэддели полагает, что поиск через буфер осуществляется по сознательному намерению. Эпизодический буфер позволяет индивидуумам использовать сформированные в нем интегрированные информационные образования в создании новых представлений. Поскольку эпизодический буфер, вероятно, является требующим внимания процессом, то он существенно будет зависеть от центрального исполнителя.
Основной причиной введения этого компонента было наблюдение, что некоторые (в частности, высокоинтеллектуальные) пациенты с амнезией, не способные, по-видимому, сохранять в долговременной памяти новую информацию, тем не менее, обладают хорошей кратковременной памятью на истории с гораздо большим количеством информации, чем это могло бы содержаться в фонологическом цикле. Эпизодический буфер выглядит способным хранить связанные особенности элементов (пунктов) истории и делать потом их доступными для сознания, но не может предоставить сами эти элементы процессу связывания, и фиксации в долговременной памяти.
Предполагается, что доступ сознанию к содержанию фонологического цикла и блокнота и оперированию им может осуществляться через буфер. Это основано на предположении, что визуально-пространственный блокнот и фонологический цикл являются второстепенными буферами, объединяющими информацию в пределах своей сенсорной модальности. Эпизодический буфер также может взаимодействовать с сенсорной и рабочей памятью на запах и вкус.

## Биология/нейрология
В отличие от долгосрочного хранилища, существует множество свидетельств в пользу существования кратковременной памяти. Фонологический цикл, по-видимому, связан с активацией в левом полушарии, точнее, его височной долей. Зрительно-пространственный набросок связан с функционированием различных участков коры в зависимости от времени удержания. Для коротких периодов удержания характерна активность правой лобной и затылочной доли головного мозга, в функциях длительных периодов удержания задействованы — левая лобная доля и теменная доля головного мозга. По другой публикации визуально-пространственный блокнот активирует различные области в зависимости от трудности задачи; предположительно, менее интенсивные задачи активируют области в затылочной доле, тогда как более сложные задачи проявляются в теменной. Локализация центрального исполнителя до сих пор остается загадкой, хотя, вероятно, что он более или менее расположен в лобных долях мозга. Эпизодический буфер, по-видимому, размещается в обоих полушариях (билатерально) с активациями в лобной и височной долях и даже в левой части гиппокампа. В части генетики, ген ROBO1 связан с фонологической емкостью или длиной буфера.

## Валидация модели
Сила модели Бэддели заключается в ее способности интегрировать большое количество результатов работ с кратковременной и рабочей памятью. Кроме того, механизмы подчиненных систем, особенно фонологического цикла, инспирировали множество исследований в области экспериментальной психологии, нейропсихологии и когнитивной нейробиологии.
Тем не менее, были высказаны критические замечания, например, о компоненте фонологической петли, потому что некоторые детали результатов не могут быть легко объяснены оригинальной моделью Бэддели и Хитча, включая противоречие относительно правила 7 +/- 2.
Эпизодический буфер рассматривается как полезное дополнение к модели рабочей памяти, но он не был тщательно исследован и его функции остаются неясными.